# Tân Long, Phú Giáo
Tân Long là một xã thuộc huyện Phú Giáo, tỉnh Bình Dương, Việt Nam.

## Địa lý
Xã Tân Long có diện tích 49,32 km², dân số năm 2021 là 7.691 người, mật độ dân số đạt 156 người/km².

## Hành chính
Xã Tân Long được chia thành 7 ấp: 1, 2, 3, 4, 5, 6, 7.

## Lịch sử
Trước đây, Tân Long là một xã thuộc huyện Tân Uyên cũ.
Ngày 1 tháng 8 năm 1994, Chính phủ ban hành Nghị định 74-CP về việc sáp nhập xã Tân Long vào xã Lai Hưng.
Ngày 23 tháng 7 năm 1999, Chính phủ ban hành Nghị định 58/1999/NĐ-CP về việc chuyển xã Tân Long thuộc huyện Bến Cát về trực thuộc huyện Phú Giáo mới tái lập quản lý.